# Macrocnemus
Il macrocnemo (gen. Macrocnemus) è un rettile estinto, appartenente ai protorosauri. Visse nel Triassico medio (Anisico - Ladinico, circa 244 - 236 milioni di anni fa) e i suoi resti fossili sono stati ritrovati in Europa e in Asia.

## Descrizione
Questo rettile aveva un aspetto vagamente simile a quello di una lucertola, e poteva superare di poco il metro di lunghezza. Nel complesso, la struttura dello scheletro era gracile; il cranio leggero era dotato di piccoli denti conici, più o meno ricurvi, sui margini delle mascelle. Il collo era piuttosto allungato, ed era formato da 7 - 8 vertebre, ciascuna delle quali lunga il doppio di una vertebra dorsale. Le coste delle vertebre cervicali avevano la complessa morfologia che si riscontra anche in quelle del "rettile - giraffa" Tanystropheus, ma erano decisamente più brevi.
Le ossa degli arti erano esili ed è possibile che fossero cave. Gli arti posteriori erano notevolmente più lunghi di quelli anteriori, a causa dell'eccezionale allungamento di tibia e fibula; in particolare, la specie Macrocnemus obristi mostra uno sviluppo della tibia superiore a quello delle altre specie del genere. La coda era lunga e sottile, e comprendeva 52 vertebre. L'analisi delle vertebre dorsali e cervicali, unitamente alla lunghezza degli arti posteriori, fa supporre che Macrocnemus fosse un animale bipede.

## Classificazione
La specie Macrocnemus bassanii venne descritta per la prima volta da Franz von Nopcsa nel 1930 sulla base di un esemplare mal conservato, ritrovato nel famoso giacimento di Besano e che poi venne distrutto durante la Seconda Guerra Mondiale. Lo stesso esemplare era stato descritto informalmente anni prima da Francesco Bassani; lo studioso attribuì il nome generico di Macrocnemus senza tuttavia pubblicare una vera e propria nota preliminare. Nopcsa, quindi, descrisse l'esemplare attribuendogli il nome specifico Macrocnemus bassanii per onorare lo studioso italiano. Tuttavia, Nopcsa interpretò il nome che Bassani aveva scritto a mano come Macrochemus, e fu quindi questo il primo nome del rettile fossile; in seguito l'errore fu rilevato da Bernhard Peyer nel 1931, e nello stesso anno Nopcsa provvedette a correggere il nome generico. Negli anni successivi vennero ritrovati numerosi altri esemplari di Macrocnemus, provenienti tutti dal giacimento di Besano - Monte San Giorgio, al confine tra Italia e Svizzera, tutti risalenti all'Anisico/Ladinico. Un singolo esemplare rinvenuto in territorio svizzero sarebbe un po' più recente (Ladinico) e proviene dal Calcare di Meride.
Nel 2007 venne descritta la specie Macrocnemus fuyuanensis, proveniente dal Ladinico superiore dello Yunnan (Cina); un'altra specie, del Ladinico inferiore, proviene dalla formazione Prosanto in Svizzera (M. obristi). 

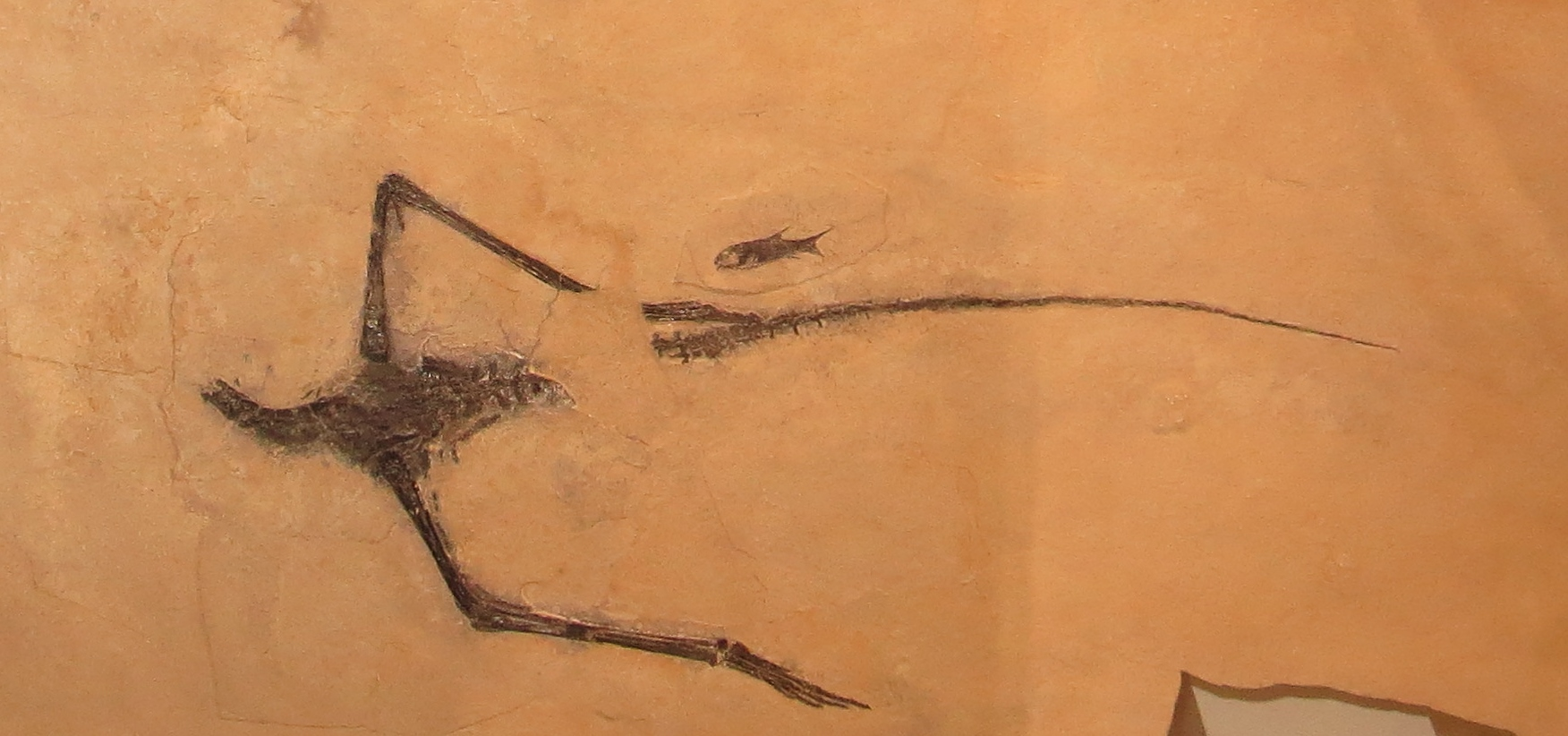
Fossile di Macrocnemus obristi

Macrocnemus è considerato un membro dei protorosauri, un gruppo di rettili simili a lucertole ma imparentati alla lontana con gli arcosauri, ma che attualmente sono considerati un gruppo parafiletico (il genere eponimo Protorosaurus, ad esempio, sembrerebbe molto più basale rispetto a molti altri "protorosauri"). Macrocnemus, in ogni caso, condivide molte caratteristiche con alcuni protorosauri quali Tanystropheus e Langobardisaurus, assieme ai quali è raggruppato nella famiglia Tanystropheidae. In particolare, secondo alcune analisi Macrocnemus sarebbe il più basale tra i tanistrofeidi. Altri rettili simili a Macrocnemus sono Fuyuansaurus proveniente dalla Cina e dotato di un lungo rostro, e il piccolo Cosesaurus aviceps della Spagna.

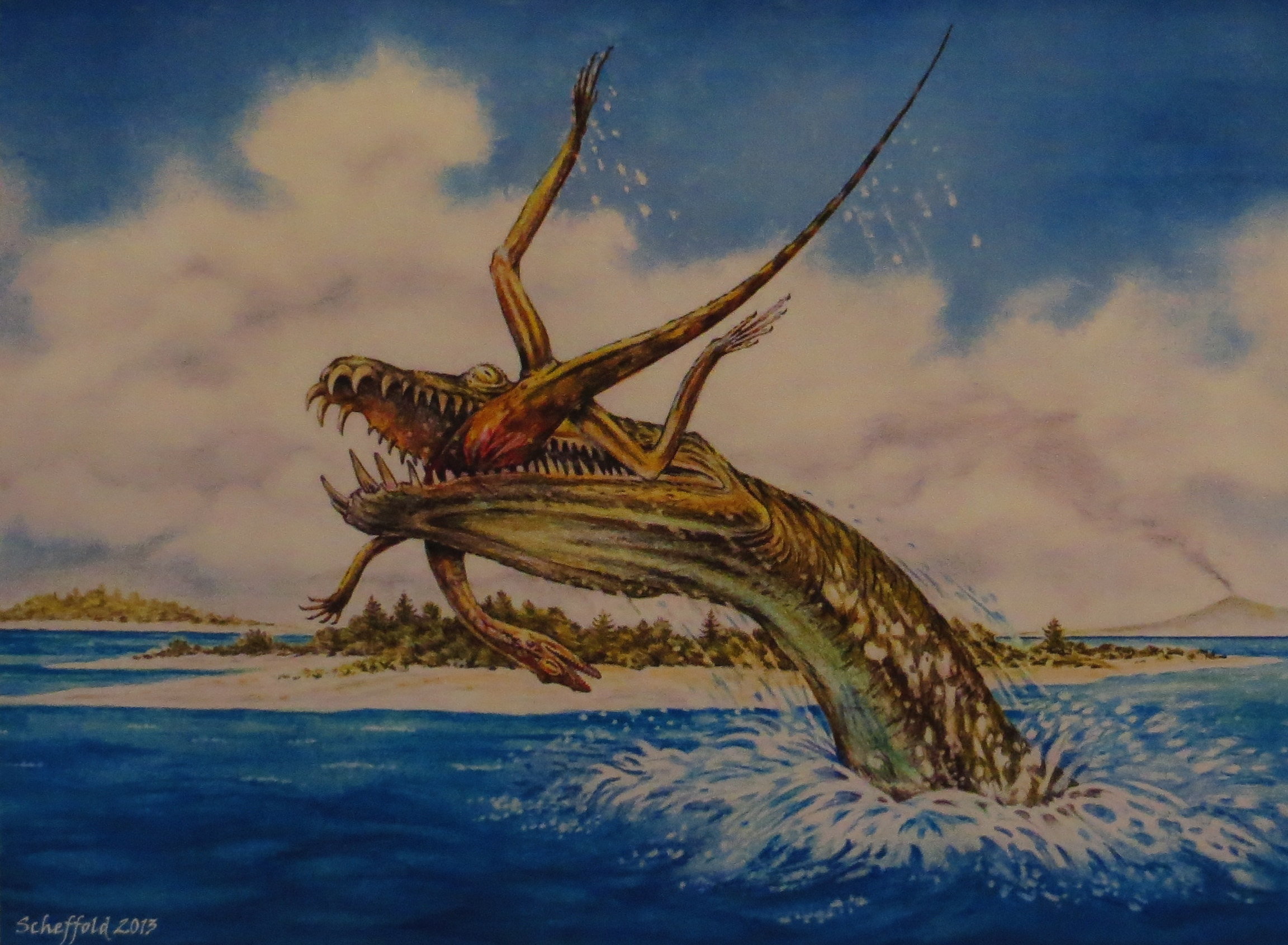
Macrocnemus attaccato da un notosauro. L'illustrazione si basa sul fossile di M. obristi (illustrazione di B. Scheffold)

## Paleobiologia e paleoecologia
Macrocnemus venne inizialmente interpretato come un rettile bipede da Nopcsa; in seguito, Peyer lo ritenne un rettile quadupede che si muoveva come le attuali lucertole, ma nuovi studi riguardanti la morfologia dell'arto posteriore (Rieppel, 1989) hanno riportato alla ribalta la tesi di Nopcsa: secondo Rieppel, Macrocnemus era quasi sicuramente un rettile bipede facoltativo, che era in grado di muoversi velocemente in modo simile ad alcune lucertole attuali, quali il basilisco. Come questi rettili, Macrocnemus manteneva le zampe ai lati del corpo e il ventre molto vicino al suolo. Ulteriori studi (Saller, 2016) indicherebbero un'ulteriore specializzazione per l'andatura bipede: secondo Saller, Macrocnemus era con ogni probabilità non un bipede facoltativo ma un bipede abituale, capace di conseguire e mantenere molto a lungo la postura bipede con collo quasi verticale non solo durante la corsa ma quasi sicuramente anche da fermo. 

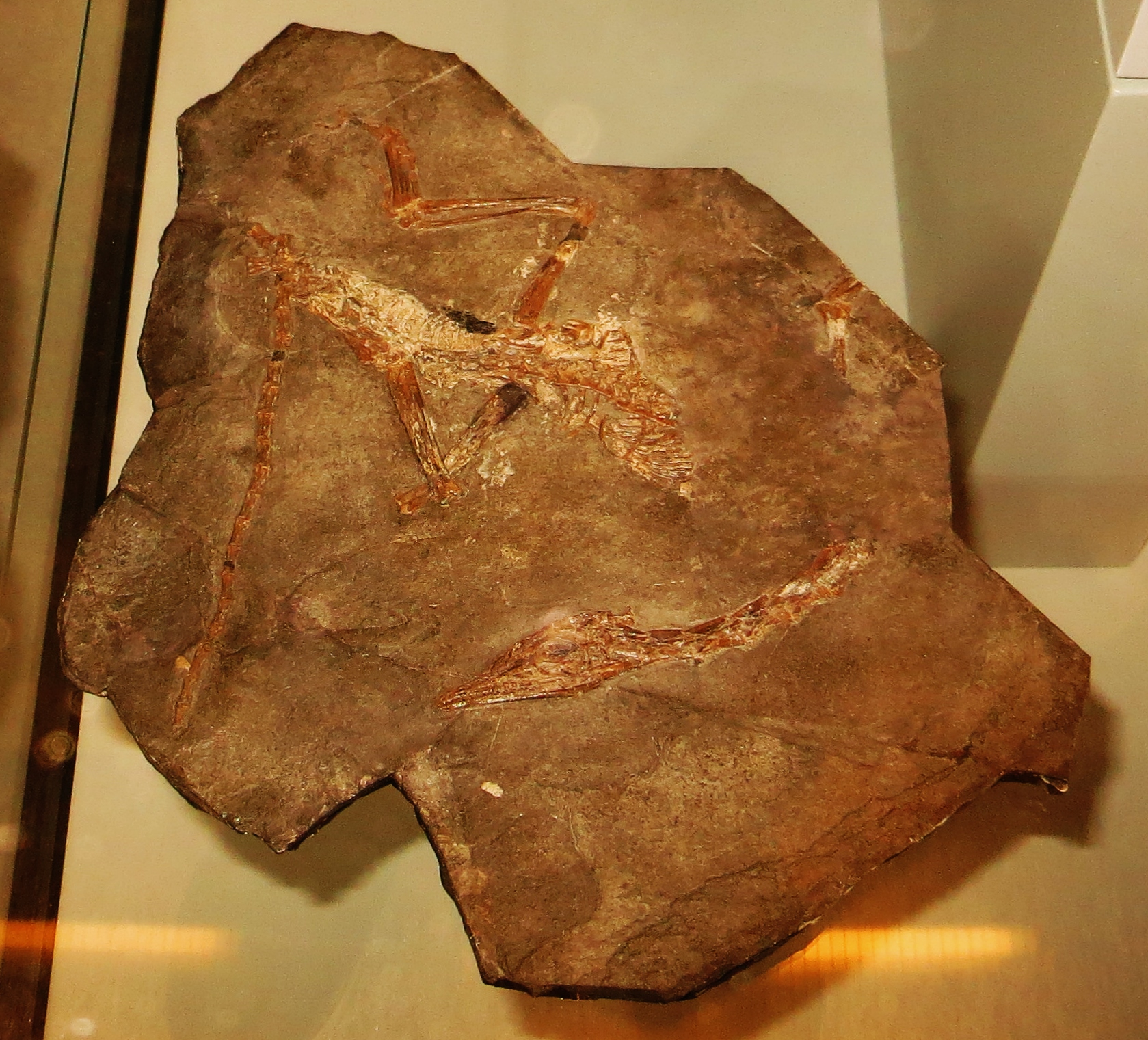
Fossile di Macrocnemus bassanii

Il collo lungo e i piccoli denti aguzzi fanno sospettare che Macrocnemus si cibasse di piccoli animali, come insetti e piccoli rettili. Un esemplare di M. obristi, conservato in connessione anatomica nella sola regione posteriore, farebbe supporre una predazione da parte di un grosso rettile acquatico (forse un notosauro) o di un pesce simile a Saurichthys (Fraser e Furrer, 2013).